# 2011 год в автомобилестроении
Список событий в автомобилестроении в 2011 году.

## События

### Январь
- 12 — новый компактный хэтчбек премиум класса Lexus CT 200h поступил в продажу в Японии[1].
- 14 — в Европе стартовали продажи электромобиля Mitsubishi i-MiEV[2].
- 26 — на автосалоне в Катаре[англ.] Volkswagen представил экспериментальной двухместный автомобиль XL1 с гибридным приводом, расходовавший всего 0,9 литра топлива на 100 км[3].
- 31 — суммарные продажи Nissan Qashqai превысили один миллион экземпляров[4].

### Март
- 1 — с этого дня все автомобили, выпускаемые корейской компанией Daewoo, стали называться Chevrolet. Сама же компания сменила название на GM Korea[англ.][5].
  - — Соллерс и Toyota договорились о начале сборки автомобилей Land Cruiser Prado во Владивостоке[1]. Производство продолжалась до августа 2015 года и было прекращено из-за низкого спроса[6].
  - — Infiniti стал генеральным спонсором команды Формулы 1 Red Bull[7].
- 3 — стартовало производство Nissan March в Мексике[8].
- 11 — совместное предприятие немецкой компании Daimler и российского производителя грузовиков КамАЗ, официально открыло своё производство в Набережных Челнах[9].
- 17 — стартовало производство нового открытого автомобиля Golf Cabriolet на заводе Volkswagen в Оснабрюк[10].

### Апрель
- Инженеры компании Ford Motor Company предложили новый способ производства пластиковых деталей.[11]
- Американская компания IBM подала патентную заявку на технологию, позволяющую дистанционно выключать моторы автомобилей.[12]
- Команда объединённых специалистов Ford Motor Company и Ecovative Design работают над изготовлением разлагаемого вспененного материала, приготавливаемого из грибов.[13]

### Май
- 29 — День военного автомобилиста

### Июнь
- 14 — Volkswagen и Группа ГАЗ подписали соглашение о контрактной сборке моделей Volkswagen и Škoda на заводе ГАЗ в Нижнем Новгороде[14].
- 21 — компания Mercedes-Benz представила совершенно новый Actros представителям международных СМИ в Брюсселе (Бельгия)[15].

### Июль
- 15 — на заводе Volkswagen в Пуэбло-де-Сарагоса, Мексика стартовало производства «Нового Жука»[10].

### Август
- 4 — китайское предприятие GAC Toyota отпраздновало выпуск миллионного автомобиля[16].

### Сентябрь
- 15 — на Франкфуртском автосалоне состоялась мировая премьера микроавтомобиля Volkswagen up![10].

### Октябрь
- 30 - Открылся Токийский автосалон.[17]
- последнее воскресенье месяца — День автомобилиста и дорожника

### Ноябрь
- 15 — General Motors и ее узбекский партнер по совместному предприятию UzAuto Motors открыли новый современный завод двигателей в Ташкенте, в 400 километрах от завода по производству автомобилей в Асаке. Это самая значительная инвестиция GM в силовые агрегаты в Центральной Азии[18].
- 17 — стартовало производство автомобилей на заводе Toyota в Миссисипи, США[1].
- 29 — на АВТОВАЗе стартовало серийное производство LADA Granta[19].

### Декабрь
Банкротство Saab

## События без точной даты
- Chevrolet Volt — назван самым экологичным автомобилем в мире выиграв титул «2011 World Green Car of the Year» на автосалоне в Нью-Йорке.[20]

## Представлены новые автомобили
- январь — Ferrari FF
- февраль - Lamborghini Aventador,Mini Rocketman
- март — Koenigsegg Agera R,Pagani Huayra,Gumpert Tornante,Morgan 3 Wheeler
  - 25 - Тюнинг-пакет Status Design SD Ultraviolet для Bugatti Veyron.[21]
- апрель - Subaru XV Concept,Land Rover Range_e hybrid,Buick Envision,Superbus,Geely Gleagle GS-CC,Kia Naimo,Zenvo ST1
- май -
- июнь - Bugatti Veyron Grand Sport Roadster "L'Or Blanc"[22]
- июль - Honda CR-Z "Alpha Black Label" Edition[23],Nissan Panorama,Spada Codatronca Monza[24]
- август - Fiat Doblo Cargo,Cadillac Ciel,Ford Performance Vehicles GT Black Limited Edition
- сентябрь - 999Motorsport Hacker[25],Alfa Romeo 4C Concept,Aston Martin V12 Zagato,Audi Urban Concept,Audi RS5,Audi A5,Audi S6,Audi S7,Audi S8,Audi A8 Hybrid,Audi A2 Concept,Bentley Continental GTC,BMW 1,BMW i3,BMW i8,BMW M5,Cadillac Ciel,Chevrolet Malibu EU[26],Chevrolet Miray,Chevrolet Colorado Rally,Citroen DS5,Citroen Tubik,Eterniti Hemera SUV,Ferrari 458 Spider,Fiat Panda,Fiat Abarth,Fiat Grand Punto FL,Fisker Surf,Ford Evos Concept,Ford Fiesta ST,Honda Civic,Honda Insight FL,Hyundai i30,Infiniti JX Concept,Infiniti FX FL,Infiniti FX Vettel,Jaguar C-X16,Jaguar XKR-S Convertible,Jaguar XF (2012MY),Jeep Grand Cherokee SRT8,Kia Rio,Kia Soul FL,Kia GT Concept,Lamborghini Gallardo LP 570-4 Super Trofeo Stradale[27],Land Rover DC100 Concept[28],Lexus GS 350 AWD,Lexus GS 450h,Lotus Evora GTE,Maserati GranCabrio Fendi,Maserati Kubang,Mazda CX-5,Mercedes-Benz SLK 250CDI,Mercedes-Benz B-Class,Mercedes-Benz F-125[29],Mercedes-Benz SLS AMG Roadster,Mini Coupe,Opel Astra GTC,Opel Zafira Tourer,Opel Combo,Opel Sportconcept,Peugeot HX1 Concept,Peugeot 508 RHX,Porsche 911 Carrera,Renault Twingo,Renault Frendzy,Rolls-Royce Ghost,Roll-Royce Phantom Coupe,Seat Exeo,Seat IBLSkoda Mission L Concept,Smart ForTwo Electric Drive,Smart Forvision Concept,SsangYong XIV-1 Concept,SsnagYong SUT-1 Pick-Up,Subaru XV,Subaru BRZ Prologue,Suzuki Swift Sport,Toyota Yaris New,Toyota Prius+,Toyota Prius Plug-In Hybrid,Toyota Avensis,Toyota Hilux,Toyota FT-86 II sports concept2 ,Volkswagen Up!,Volkswagen EV Concept,Volvo Concept You[30]
- октябрь - Genty Akylone
- ноябрь - Bugatti Veyron Grand Sport Roadster "Middle East Edition"
- декабрь - Kia Ray EV,Luxgen5 [31]